# Il Signore dei Ratti
Il Signore dei Ratti è una storia a fumetti realizzata da Leo Ortolani. L'opera è una parodia del romanzo di J. R. R. Tolkien Il Signore degli Anelli e della relativa trilogia cinematografica diretta da Peter Jackson, reinterpretati con riferimento alla serie di storie di Rat-Man e di Venerdì 12, create dallo stesso Ortolani.
L'albo venne pubblicato a novembre 2004 da Panini Comics e ristampato in quattro edizioni successive dall'editore modenese, l'ultima delle quali è stata pubblicata a fine agosto 2013.

## Trama
Bolo, un giovane ragazzo che si crede uno stregone ma che non sa neanche fare un semplice gioco di prestigio, conosciuto come il signore dei ratti, entra accidentalmente in possesso di un magico anello creato da Bulbo, il signore oscuro. L'artefatto, se tornasse nelle mani del suo antico proprietario, gli darebbe il potere di assoggettare tutte le Terre di Qua. Bolo parte quindi per il Monte Fuso, la cui lava è l'unica cosa in grado di distruggere l'anello, accompagnato dallo stregone Sedobren Gocce, dall'umano Granbrakko, dall'elfa transessuale Annabello e da Nano, figlio di Nano, re dei Nani.
La compagnia deve superare una serie di avversità nella sua marcia di avvicinamento alle Terre Selvagge, dove risiede Bulbo e dove si trova il Monte Fuso. Una volta sconfitto il grosso dell'esercito avversario, i protagonisti giungono al Monte Fuso, ma proprio mentre Bolo sta per lanciare l'anello al suo interno, il suono di una suoneria per cellulari si propaga nell'aria e i combattenti si dimenticano dell'anello, incuriositi da questo nuovo oggetto tecnologico. Si scopre così che Sedobren aveva inventato la storia dell'anello del potere per salvaguardare la magia ed evitare la proliferazione della tecnologia nelle Terre di Qua.
Lo stregone se ne diparte per le Terre di Là, avendo fallito la sua missione. Tuttavia prima di imbarcarsi, Bolo gli sottopone nuovamente un gioco di prestigio. Sedobren quindi lascia le Terre di Qua, sorridendo al pensiero che un po' di magia sia rimasta nel mondo, dal momento che Bolo ha indovinato la carta che teneva in mano.

## Personaggi
Di seguito sono elencati (in ordine di apparizione) i personaggi della storia.
| Personaggio de Il Signore dei Ratti | Personaggio ortolaniano | Personaggio de Il Signore degli Anelli |
| Bolo                                | Rat-Man                 | Frodo Baggins                          |
| Sedobren Gocce                      | –                       | Gandalf                                |
| Bulbo                               | Aldo                    | Sauron                                 |
| Sofferenzo                          | Giuda                   | Grima Vermilinguo/Gollum               |
| Granbrakko                          | Tadeus Brakko           | Aragorn                                |
| Regina Tamara                       | Tamara                  | Elrond                                 |
| Nano                                | –                       | Gimli                                  |
| Annabello                           | Cinzia Otherside        | Legolas                                |
| Spezzanànog                         | –                       | Balrog                                 |
| Sovrintendente Plazzus              | Andrea Plazzi           | Théoden                                |
| Barbusti                            | –                       | Ent                                    |
| Il Ragno                            | Il Ragno                | Shelob                                 |

## Realizzazione
Le 64 pagine dell'albo furono realizzate da Ortolani in meno di un mese.
Tra le idee per il titolo della storia, oltre a Il Signore dei Ratti, sono stati presi in considerazione anche Lord of the Rats e L'anello dei Ratti.
Una sequenza inedita della storia è comparsa nella storia La breccia, in cui Valker si trova nel mondo della memoria e raccoglie frammenti di storie dimenticati (espediente usato da Ortolani per riutilizzare molte battute e sequenze scartate negli anni). Nelle 5 vignette del Signore dei Ratti si vedono Sedobren, Bolo e Nano che riescono ad aprire il portone delle Miniere di Corchia con una parola magica (mentre nell'albo definitivo lo trovano già aperto). Leggendola, Valker commenta: «Universi alternativi. Non ho ancora capito come siano arrivati fino qui...».

## Storia editoriale

Copertina della prima ristampa

L'albo venne distribuito nel novembre 2004 in anteprima al Lucca Comics & Games. Il successo di pubblico fu tale che in poco più di un giorno vennero esaurite tutte le 900 copie che si erano stampate. Andrea Plazzi, curatore delle serie di Ortolani, in un'intervista successiva dichiarò che in quell'occasione era stato fatto un errore di valutazione, e che si sarebbe dovuto prevedere una tiratura maggiore per un progetto così atteso dai fan.
Il volume fu ristampato nel febbraio 2007, in una nuova edizione intitolata Il Signore dei Ratti Nuova Edizione (Special Events n. 56) che comprendeva una copertina con il titolo stampato in oro a caldo e alcune pagine in più (in totale 80), tra cui una serie di gag che non avevano trovato spazio nella prima edizione. Questa ristampa venne poi riproposta nell'ottobre 2010 con il titolo Il Signore dei Ratti Platinum Edition (Special Events n. 71). Entrambe le ripubblicazioni del 2007 e del 2010 risultarono l'albo più venduto della Panini Comics nel mese di uscita.
A fine agosto 2013 è uscita un'ulteriore ristampa intitolata Il Signore dei Ratti Diamond Edition che presenta alcune pagine in più e in copertina il logo rosso metallizzato.

## Accoglienza
Andrea Plazzi, alla domanda: «Se tu dovessi trovare un difetto a Il Signore dei Ratti?» dichiarò che qualche lettore sarebbe potuto rimanere deluso dalla scarsa aderenza della parodia all'originale e dalla brevità della storia. Tuttavia il curatore mitigò poi la sua affermazione asserendo che "tutti gli elementi importanti, opportunamente parodiati, ci sono" e che anzi riconosceva ad Ortolani il merito di "un lavoro di cesello difficile ma, alla fine, riuscitissimo" e di aver dato "un senso compiuto a una storia personale in uno spazio così limitato, mantenendo la riconoscibilità dell'opera". Il risultato, dal suo punto di vista, è un lavoro in cui traspare "più Ortolani che Tolkien", per cui fruibile anche a lettori meno esperti di fantasy.
Giovanni Agozzino di Comicus.it l'ha definito invece una parodia "piuttosto fiacca", con una conclusione "banale" e diverse battute di repertorio scontate, che non riescono a riproporre l'ilarità di altre opere dell'autore.

## Eredità
Sedobren appare anche in uno spezzone di poche pagine nella storia E venne il giorno!, in una ricostruzione scherzosa dell'incontro iniziale tra Gandalf e Bilbo ne Lo Hobbit.

### Merchandising
Venne realizzata una t-shirt de Il Signore dei Ratti (acquistabile da maggio 2007) recante la prima e la quarta di copertina della ristampa rispettivamente sul petto e sulla schiena. Nel marzo 2008 uscì inoltre un poster con l'illustrazione della copertina.